# Népek Barátsága Egyetem
A Moszkvában található Oroszországi Népek Barátsága Egyetem (angolul: People’s Friendship University of Russia, oroszul: Российский университет дружбы народов) az Oroszországi Oktatási Minisztérium felmérése szerint Oroszország harmadik legszínvonalasabb egyeteme (az első helyen a Moszkvai Lomonoszov Állami Egyetem, a második helyen a Szentpétervári Állami Egyetem állnak).

## Története

### 20. század
A Népek Barátsága Egyetemet a szovjet kormány alapította 1960. február 5-én. Az első évben 57 szovjet, és 539 külföldi diák kezdte meg tanulmányait a második moszkvai egyetem tantermeiben. A külföldi diákok összesen 59 országból érkeztek, elsősorban a baráti, szocialista országokból, Ázsiából, Afrikából és Dél-Amerikából. A cél a baráti, és potenciálisan baráti országok legtehetségesebb diákjainak összegyűjtése volt.
Az intézmény 1961-1992 között a Patrice Lumumba Egyetem nevet viselte, de 1992. február ötödikén ismét visszakeresztelték Népek Barátsága Egyetemre. Az intézmény jelenlegi tulajdonosa és fenntartója az Oroszországi Föderáció.

### 21. század
A Népek Barátsága Egyetemen napjainkban több, mint 33 000 diák folytat tanulmányokat. Közülük megközelítőleg 13 500 fő érkezett Oroszország határain kívülről. A hallgatók több mint 160 országból származnak, és 450 különböző nemzetiségűek. Az egyetemen összesen 4000 fő dolgozik, amelyből 2500-an végeznek oktatói tevékenységet: közülük 532 egyetemi tanár, 807 professzor és 91 akadémikus.
Az egyetemen a Bolognai rendszerrel összhangba hozott, kétszintű oktatás folyik (BSc és MSc), s a diákok kredit rendszerben tanulnak. Érdekesség, hogy az egykori szovjet, ma orosz űrhajók külföldi utasait is ezen intézmény kollégái tanítják oroszul.
Az 50 éves Népek Barátsága Egyetem mára világszerte ismert, és, mint magas színvonalú oktatási központ él a köztudatban. Az intézmény napjainkban a nemzetközi elitképzést tekinti küldetésének. Ennek keretében a diákokat olyan egyéni munkára bátorítják, amely összhangban áll tanulmányaikkal, személyiségükkel, illetve annak a környezetnek a specifikumaival, amelyből származnak. Az egyetem arra tanítja hallgatóit, hogy miként szolgálják hazájukat úgy, hogy közben Oroszország barátai maradjanak, és mindezt hogyan tegyék demokratikus keretek között, az emberi jogokat tiszteletben tartva.

## Campus
A Népek Barátsága Egyetem épületegyüttese Dél-Moszkvában található. A campus az oktatási célokra használt épületek mellett 13 kollégiumi épülettel, egy sportkomplexummal, orvosi rendelőkkel, kórházzal, őrzött parkolóval, bevásárló központtal, bankfiókokkal, fodrászattal, saját rendőrőrssel, és körülbelül egy tucat étteremmel, kávézóval dicsekedhet. Tavasztól őszig feledhetetlen látványt nyújtanak a főépület előtti szökőkutak és a szépen gondozott parkok, télen pedig a télikert jelent némi menedéket azoknak, akik trópusi hangulatra vágynak.

## Híres diákok
A Népek Barátsága Egyetem leghíresebb diákjai elsősorban a Jogi, valamint a Közgazdasági Karokról kerülnek ki. Az intézmény büszke arra, hogy napjainkig két elnököt (Mahmúd Abbász – Palesztina, Bharrat Jagdeo – Guyana), egy miniszterelnököt (Karim Maszimov – Kazahsztán), több mint ötven minisztert, valamint számos diplomatát, katonai vezetőt, szabadságharcost, filozófust, írót, költőt és médiaszemélyiséget adott a világnak.

## Rektorok
- Szergej Vasziljevics Rumjancev 1960–1970
- Vlagyimir Francevics Sztanisz 1970–1993
- Dmitrij Petrovics Bilibin 1998–2005
- Vlagyimir Mihajlovics Filippov 1993–1998, 2005–

*A rektori munka megszakításának oka, hogy ez idő alatt V. M. Filippov az Oroszországi Föderáció Oktatási Minisztere volt.

## Karok
- Nyelvi Felkészítő Kar (a külföldi diákok számára)
- Agrártudományi Kar
- Bölcsész Kar
- Mérnöki Kar
- Orvosi kar
- Természettudományi Kar
- Társadalomtudományi Kar
- Környezettudományi kar
- Közgazdasági Kar
- Jogi Kar
- Idegenforgalmi és Szállodaipari Kar
- Világgazdasági és Üzleti Intézet
- Idegennyelvi Intézet

Az egyetem Moszkván kívül összesen hét vidéki orosz városban folytat oktatási tevékenységet.

## Képzési formák
- Nyelvi felkészítő képzés (1 év)
- BSc (4 év)
- MSc (2 év)
- Hagyományos, egyetemi diplomát adó képzés (5 év)
- Orvosi egyetemi diplomát adó képzés (6 év)
- PhD (3 év)
- DSc (2-3 év)